# (25835) Tomzega
(25835) Tomzega es un asteroide perteneciente al cinturón de asteroides, descubierto el 3 de marzo de 2000 por el equipo del Catalina Sky Survey desde el Catalina Sky Survey, Arizona, Estados Unidos.

## Designación y nombre
Designado provisionalmente como 2000 EO20. Fue nombrado por Tom Zega (nacido en 1973) quien es un científico del Laboratorio Lunar y Planetario de la Universidad de Arizona que se especializa en técnicas microanalíticas TEM/FIB para investigar la evolución química y física del sistema solar primitivo mediante el estudio de los granos presolares en meteoritos.

## Características orbitales
Tomzega está situado a una distancia media del Sol de 3,189 ua, pudiendo alejarse hasta 3,455 ua y acercarse hasta 2,923 ua. Su excentricidad es 0,083 y la inclinación orbital 15,290 grados. Emplea 2080,15 días en completar una órbita alrededor del Sol.
Los próximos acercamientos a la órbita de Júpiter ocurrirán el 25 de marzo de 2084, el 12 de abril de 2095 y el 29 de mayo de 2106.

## Características físicas
La magnitud absoluta de Tomzega es 13,24. Tiene 12,172 km de diámetro. Su albedo se estima en 0,090. 